# Upi (Maguindanao)
Upi è una municipalità di terza classe delle Filippine, situata nella Provincia di Maguindanao, nella Regione Autonoma nel Mindanao Musulmano. Tra l'ottobre 2006 e il luglio 2008 ha fatto parte della Provincia di Shariff Kabunsuan, creata con decreto regionale annullato successivamente dalla Corte Suprema delle Filippine.
Upi è formata da 23 baranggay:
- Bantek
- Bayabas
- Blensong
- Borongotan
- Bugabungan
- Bungcog
- Darugao
- Ganasi
- Kabakaba
- Kibleg
- Kibucay
- Kiga

- Kinitan (Kinitaan)
- Mirab
- Nangi
- Nuro Poblacion
- Ranao Pilayan
- Rempes
- Renede
- Renti
- Rifao
- Sefegefen
- Tinungkaan